# Азиатский тур UCI 2024
Азиатский тур UCI 2024 года — девятнадцатый сезон Азиатского тура UCI.
В течение сезона очки начисляются лучшим гонщикам по итогам многодневных и однодневных гонок, а также за места на этапах многодневок. Количество начисляемых очков зависит от категории гонки:
- Многодневные гонки: 2.1, и 2.2
- Однодневные гонки: 1.1 и 1.2

Также очки начисляются за места, занятые в гонках Национальных чемпионатов (категория NC)

## Календарь
Соревнования пройдут с 22 октября 2023 года по 13 октября 2024 года.
| 5 ноя          | Karst International Road Race | 1.2 | Бенжами Прадес (JCLTeam Ukyo)        |
| 26 – 31 янв    | Тур Шарджи                    | 2.2 | Гал Гливар (UAE Team Emirates Gen Z) |
| 30 янв – 3 фев | Тур Саудовской Аравии         | 2.1 | Саймон Йейтс (Team Jayco AlUla)      |
| 9 фев          | Маскат Классик                | 1.1 | Финн Фишер-Блэк (UAE Team Emirates)  |
| 10 – 14 мар    | Тур Тайваня                   | 2.1 | Джозеф Блэкмор (Israel-Premier Tech) |
| 1 – 6 апр      | Тур Таиланда                  | 2.1 | Адне ван Энгелен (Roojai Insurance)  |
| 13 окт         | Гонконг Челлендж              | 1.1 | отменён                              |